# Procompsognathus
Procompsognathus (mandíbula elegant anterior) és un gènere representat per una única espècie de dinosaure teròpode celofísid, que va viure a la fi del període Triàsic superior, fa aproximadament de 218 a 211 milions d'anys, en el Noriano, que avui es coneix com a Europa. Procompsognathus fou anomenat per Eberhard Fraas el 1913. Va anomenar l'espècie tipus, P. Triassicus, basant-se en un esquelet pobrament preservat de Württemberg, Alemanya.
El nom deriva de Compsognathus que significa "mandíbula elegant", de l'antic grec kompsos/κομψος per "elegant" o "refinat" i gnathos/γναθος per "mandíbula". El Procompsognathus fou un dinosaure del Juràssic Superior. El prefix προ/pro significa "anterior" o "ancestre de", encara que aquest llinatge directe no sigui recolzat per les subsecuentes investigacions. Deu part de la seva fama gràcies a la seva presència en les novel·les de Michael Crichton "Parc Juràssic" i "El Món Perdut", on se'ls anomenava vulgarment "compys".